# Théorie des transversales
En géométrie algébrique et en géométrie projective,  la théorie des transversales regroupe des résultats concernant des cercles ou droites coupant des courbes algébriques planes ou des segments de droites.
Cette théorie se développe principalement à partir du XIXe siècle, sous l'impulsion du mathématicien Lazare Carnot , dans ses deux ouvrages La Géométrie de position (1803) et  Essai sur la théorie des transversales (1806),  mais regroupe des résultats plus anciens comme le théorème de Ménélaüs , le théorème de Cotes , le théorème de Newton sur les transversales ou sur les diamètres, ou celui de Mac-Laurin
.
Selon Lazare Carnot, une transversale est une ligne (droite ou cercle) traversant un système d'autres lignes (polygones ou courbe algébrique plane) en différents points.
Son travail est repris et exploité par François-Joseph Servois dans son Essai de la géométrie de la règle de 1804, Charles Julien Brianchon dans ses cours sur l'Application à la théorie des transversales de 1818. Brianchon exploite les résultats de la théorie des transversales aux coniques dans son Mémoires sur les lignes de second ordre de 1817. Les théories de Carnot sont commentées et critiquées par Jean-Victor Poncelet vers 1815.